# Dassault Falcon 10
De Dassault Falcon 10 was een kleine privéjet van de Franse
vliegtuigbouwer Dassault Falcon Jet.

## Geschiedenis
De Falcon 10 was de tweede zakenjet van Dassault na de
Dassault Mystère 20 en was ook gebaseerd op die laatste.
Het toestel maakte een eerste vlucht in 1970. In Frankrijk kwam het op de
markt als de Mystère 10 terwijl buiten Frankrijk de naam Falcon 10
gebruikt werd. Het eerste prototype had nog de geplande General Electric
CJ610-turbojets. Prototype twee en drie hadden de nieuwe Garrett
TFE731-motoren. Tussen 1971 en 1989 werden 202 exemplaren gebouwd.
Ook de Franse marine bestelde zeven Mystère 10 MER's voor inzet als
trainingsvliegtuig. Midden jaren 1980 werd de verbeterde versie,
de Dassault Falcon 100 geïntroduceerd. Die werd nog gebouwd tot 1990.

## Varianten
- Mystère/Falcon 10: transportvliegtuig.
- Mystère 10MER: trainingsvliegtuig voor de Franse marine.